# Hrabstwo Nueces

Piramida wieku hrabstwa

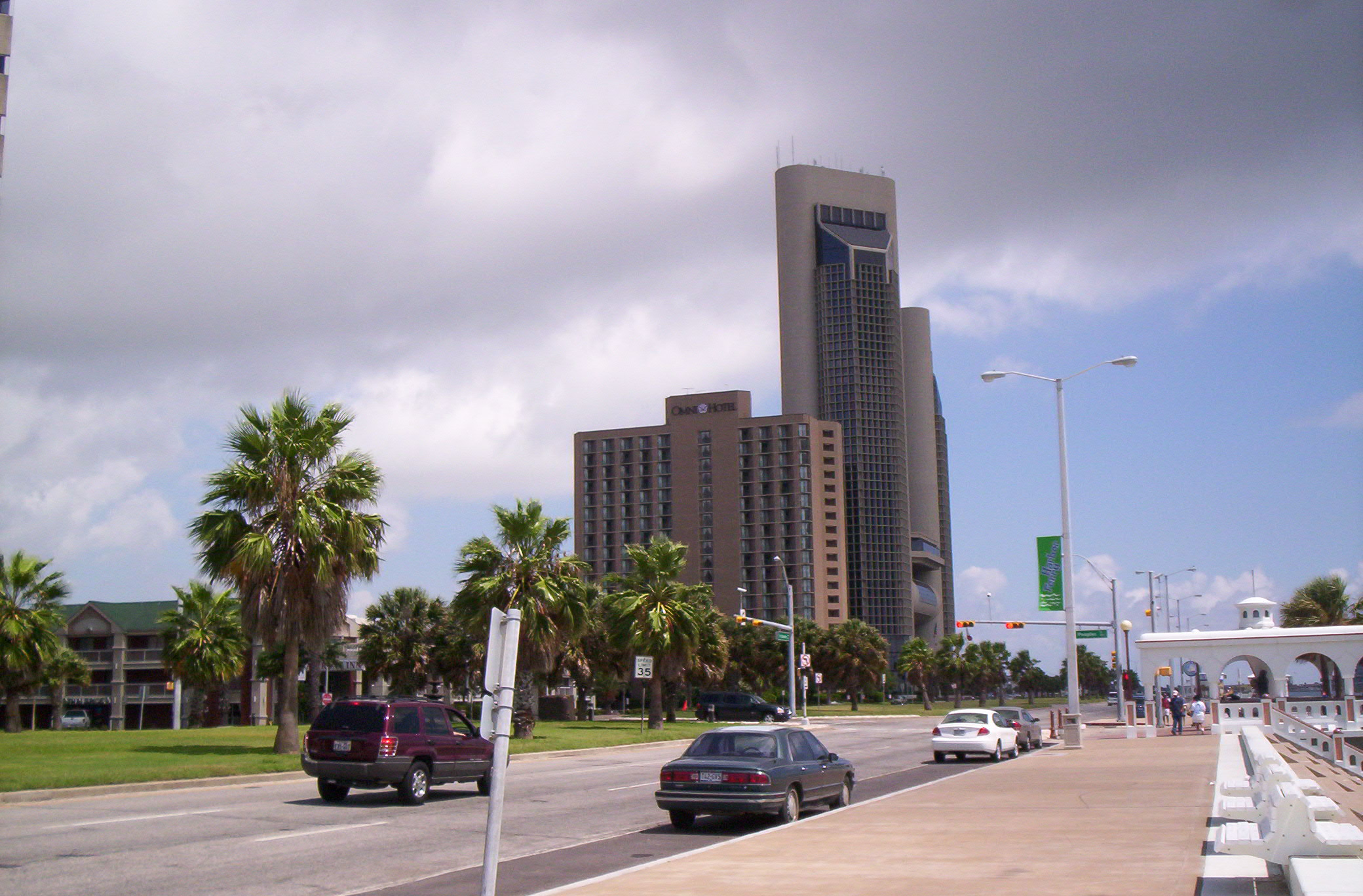
Corpus Christi

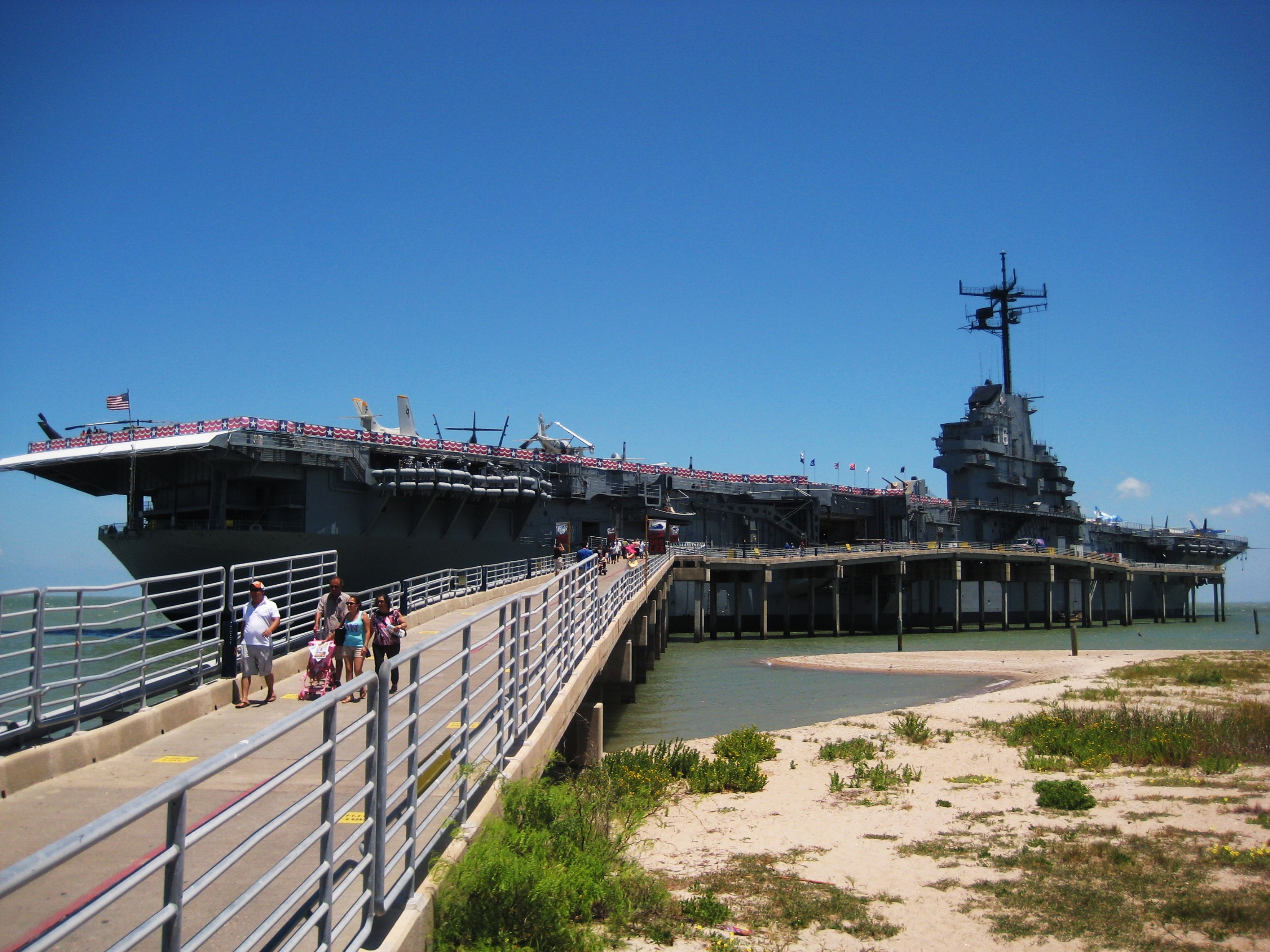
USS Lexington (CV-16) zakotwiczony jako pływające muzeum

Hrabstwo Nueces – hrabstwo położone w USA w stanie Teksas. Utworzone w 1846 r. Siedzibą hrabstwa jest miasto Corpus Christi. Nazwa hrabstwa pochodzi od przepływającej przez niego rzeki Nueces.

## Gospodarka
W 2020 roku najpopularniejszymi sektorami zatrudnienia dla mieszkańców hrabstwa Nueces były: opieka zdrowotna i pomoc społeczna (23 027 osób), handel detaliczny (19 272 osób), budownictwo (17 285 osób), zakwaterowanie i usługi gastronomiczne (16 355 osób), oraz usługi edukacyjne (15 455 osób). Ponadto w skład działalności gospodarczej wchodzą:
- uprawa bawełny (4. miejsce w stanie), sorgo, kukurydzy i pszenicy[2]
- akwakultura (9. miejsce)[2]
- turystyka[3]
- wydobycie gazu ziemnego i ropy naftowej[4].

## Miasta
- Agua Dulce
- Aransas Pass
- Corpus Christi
- Bishop
- Driscoll
- Ingleside
- Petronila
- Port Aransas
- Robstown

## CDP
- Banquete
- La Paloma-Lost Creek
- North San Pedro
- Rancho Banquete
- Sandy Hollow-Escondidas
- Spring Gardens
- Tierra Grande
- Tierra Verde

## Sąsiednie hrabstwa
- Hrabstwo San Patricio (północ)
- Hrabstwo Kleberg (południe)
- Hrabstwo Jim Wells (zachód)
- Hrabstwo Aransas (północny wschód)

## Demografia
W latach 2010–2020 populacja hrabstwa wzrosła o 3,8% do 353,2 tys. mieszkańców, w tym byli:
- Latynosi – 65,2%
- biali nielatynoscy – 28% (pochodzenia niemieckiego – 7,9%, angielskiego – 5% i irlandzkiego – 5%[6])
- czarni lub Afroamerykanie – 4,2%
- Azjaci – 2,3%
- rdzenni Amerykanie – 0,9%.

## Religia
Członkostwo w 2020 roku:
- katolicy – 40,2%
- protestanci – ponad 20% (gł. baptyści – 8,2% i ewangelikalni bezdenominacyjni – 6,4%)
- świadkowie Jehowy – 1,4%
- mormoni – 0,84%
- hinduiści – 0,3%.